# Plácido Jove y Hevia
Plácido Jove y Hevia (Villaviciosa, 1823-Madrid, 1909) fue un diplomático, abogado, profesor, político y escritor español.

## Biografía
Nacido el 7 de octubre de 1823 en el concejo asturiano de Villaviciosa, ostentó el título nobiliario de vizconde de Campo-Grande. Comenzó los estudios de jurisprudencia en la Universidad de Oviedo y los terminó en Madrid. Escribió textos literarios, sátiras, trabajos sobre economía política, que le valieron el nombramiento como miembro de la Sociedad Económica Matritense y el de redactor del periódico de dicha sociedad. Fue profesor en la Universidad Central. Como periodista fundó y dirigió en Madrid los periódicos La Primavera (1846) y La Discusión (1847), además de ser redactor de El Amigo del País (1849) y El Tiempo (1870) y colaborador de La Época, entre otras publicaciones periódicas.
En 1843 fue nombrado para desempeñar el consulado de España en Grecia, labor diplomática que continuó luego en los consultados de Nápoles, Malta, Perpiñán y Hamburgo. Tomó parte activa en la preparación de un tratado de comercio celebrado entre España y Nápoles. Fue miembro de diversas sociedades científicas y literarias, entre ellas la Real Academia de Ciencias Morales y Políticas, además de correspondiente de la Real Academia de la Historia. y Entre sus publicaciones se encontraron Historia de la poesía, Leyes de partida, Un baile de trajes, una verbena y la irrupcion de los Pollos (1848), Exposición á S. M. para la abolicion de la tasa del interés del préstamo de dinero, además de una historia de los primeros años de la Sociedad Económica Matritense, que apareció en el Amigo del País. También fue autor de Estudios sobre el duelo, Estudios sobre la sociedad, costumbres y estado de la Grecia moderna, Indagaciones acerca de la dominacion de España en Malta de 1823 á 1530, Guía de los consulados de España y de artículos contra el fuero de extranjería, publicados en la Gaceta de los Tribunales.
Como político obtuvo escaño de diputado entre 1864 y 1886 en varias ocasiones, por distritos asturianos (Villaviciosa, Gijón, Pravia e Infiesto), y, también, fue senador por la provincia de Oviedo primero, y luego vitalicio. Falleció el 22 de junio de 1909 en Madrid.